# Chamaedorea seifrizii
Chamaedorea seifrizii là loài thực vật có hoa thuộc họ Arecaceae. Loài này được Burret mô tả khoa học đầu tiên năm 1938.

## Hình ảnh

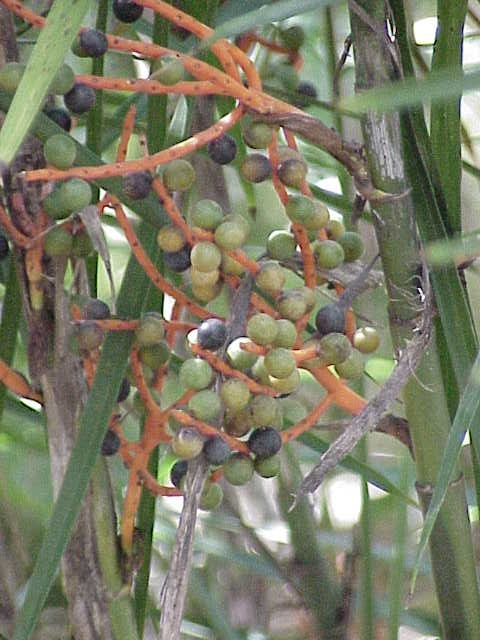
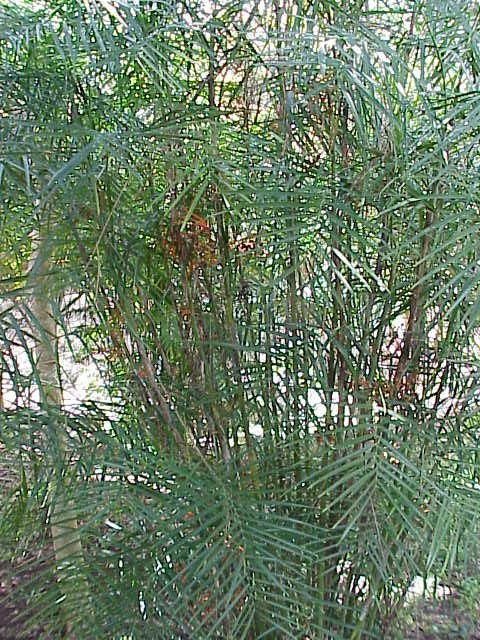
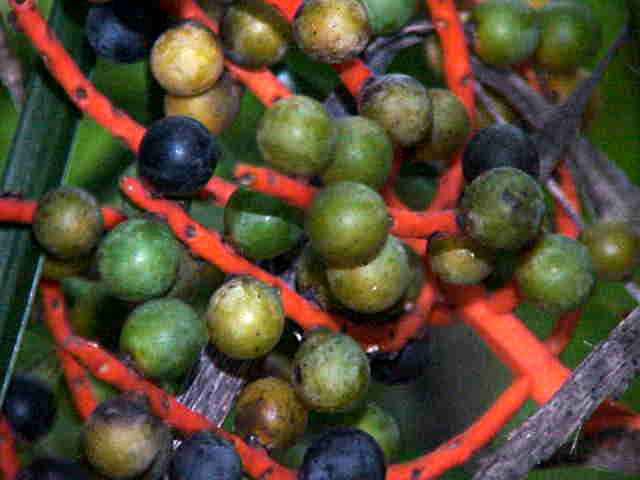
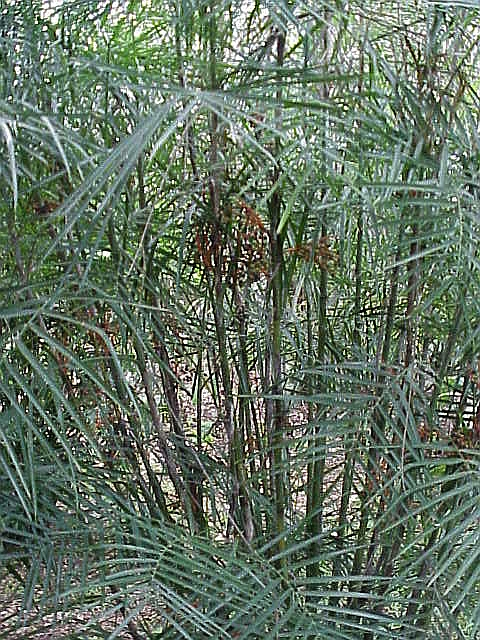